# Tarangan occidental
Le tarangan occidental est une langue austronésienne parlée en Indonésie, dans la province des Moluques, sur l'île de Tarangan par 7 000 personnes.
La langue appartient à la branche malayo-polynésienne centrale des langues austronésiennes.

## Phonologie
Les tableaux présentent la phonologie du tarangan occidental, les voyelles et les consonnes.

### Voyelles
|         | Antérieure | Centrale | Postérieure |
| ------- | ---------- | -------- | ----------- |
| Fermée  | i [i]      |          | u [u]       |
| Moyenne | e [e]      |          | o [o]       |
| Ouverte | ɛ [ɛ]      | a [a]    | ɔ [ɔ]       |

### Consonnes
|              |              | Bilabiales | dentale | Alvéol.     | Dorsales | Dorsales |
| ------------ | ------------ | ---------- | ------- | ----------- | -------- | -------- |
| Palatales    | Vélaires     | Bilabiales | dentale | Alvéol.     |          |          |
| Occlusives   | Sourde       | p [p]      | t [t]   |             |          | k [k]    |
| Occlusives   | Sonore       | b [b]      |         | d [d]       |          |          |
| Fricative    | Fricative    | ɸ [ɸ]      |         | s [s]       |          |          |
| Nasale       | Nasale       | m [m]      |         | n [n]       |          | ŋ [ŋ]    |
| liquide      | liquide      |            |         | r [r] l [l] |          |          |
| Semi-voyelle | Semi-voyelle | w [w]      |         |             | y [j]    |          |

## Sources
- (en) Nivens, Richard, A Lexical Phonology of West Tarangan, Donald A. Burquest, Wyn D. Laidig (éditeurs), Phonological Studies in Four Languages of Maluku, pp. 127-227, Dallas, Summer Institute of Linguistics, 1992,  (ISBN 0-88312-803-9)